# Ladislav Balent
Ladislav Balent (20. července 1944 Zborov – 1. ledna 2022 Banská Bystrica), často uváděný jako Bálent, byl slovenský fotbalista.

## Fotbalová kariéra
V československé lize hrál za Tatran Prešov. Nastoupil ve 32 ligových utkáních a dal 1 ligový gól, který byl vítězný. Ve druhé lize hrál i za Partizán Bardejov a Slovan Bratislava „B“. Ve třetí lize nastupoval za Duklu Banská Bystrica a Slovan Bratislava „B“.

## Ligová bilance
| Ročník           | Zápasy | Góly | Minuty | Klub              |
| ---------------- | ------ | ---- | ------ | ----------------- |
| I. liga 1969/70  | 20     | 1    | 1 712  | Tatran Prešov     |
| I. liga 1970/71  | 12     | 0    | 689    | Tatran Prešov     |
| II. liga 1974/75 | –      | –    | –      | Partizán Bardejov |
| CELKEM I. liga   | 32     | 1    | 2 401  |                   |